# Сколодинка
Сколодинка — річка в Білорусі, у Мозирському районі Гомельської області. Права притока Прип'яті, (басейн Дніпра).

## Опис
Довжина річки 39 км, похил річки 0,67  м/км, площа басейну водозбору 239  км². Формується притоками, багатьма безіменними струмками та загатами.

## Розташування
Бере початок на південно-західній стороні від Зеленого Моху. Спочатку тече переважно на північний схід, потім повертає на північний захід і тече Крушники та Сколодин. За селом повертає на північний схід, тече через Гнилицю і на південно-західній стороні від Коковичів впадає у річку Прип'ять, праву притоку Дніпра.
Населені пункти вздовж берегової смуги: Камінь, Веловськ, Шестовичі.

## Притоки
- Любина, Кропивна (праві).